# Jean-François Abeloos
Jean-François Abeloos (Louvain, 14 dicembre 1819 – Louvain, 6 agosto 1886) è stato uno scultore belga.

## Biografia
Fratello maggiore di Michel Abeloos, si formò nell'Accademia di Louvain sotto la guida di Karel Hendrik Geerts, che fu chiamato a sostituire nel 1855. Fu autore di lavori in svariate chiese del Belgio e gli furono commissionati alcuni busti per il municipio di Louvain.